# Pica-soques pitblanc
El pica-soques pitblanc (Sitta carolinensis) és una espècie d'ocell de la família dels sítids (Sittidae) que habita boscos i ciutats d'Amèrica del Nord, des del sud del Canadà, a través dels Estats Units fins al centre de Mèxic.